# Scara Planck
În fizica particulelor și a cosmologiei fizice, scara Planck este o scară de energie în jurul valorii de 1.22 × 1019 GeV (care corespunde cu echivalența masă-energie cu masa Planck 2.17645 × 10−8 kg) la care efectele cuantice ale gravitației devin puternice. La această scară descrierea interacțiunilor particulelor sub-atomice în ceea ce privește teoria câmpului cuantic se descompune (din cauza non-renormalizabilității gravitației). Deși fizicienii au o înțelegere destul de bună a altor interacțiuni fundamentale sau a forțelor la nivel cuantic, gravitația este problematică și nu poate fi integrată cu mecanica cuantică (la energii mari) folosind cadrul obișnuit al teoriei câmpului cuantic. Pentru energii care se apropie de scara Planck, este necesară o teorie exactă a gravitației cuantice, iar principalul candidatul actual este teoria coardelor sau forma sa modernizată teoria M. Printre alte abordări ale acestei probleme se numără bucla gravitației cuantice, geometria necomutativă și teoria ansamblului de cauzalitate. La scara Planck, puterea gravitației este de așteptat să devină comparabilă cu alte forțe, și este teoretizat că toate forțele fundamentale sunt unificate la această scară, dar mecanismul exact al unificării rămâne necunoscut.

## Unități Planck
În fizica particulelor și în cosmologie, unitățile Planck sunt un set de unități de măsură definite exclusiv în termenii a patru constante fizice universale, în așa fel încât aceste constante fizice să ia valoarea numerică de 1 atunci când sunt exprimate în termenii acestor unități. Acest sistem de unități de măsură a fost propus în 1899 de către fizicianul german Max Planck.
Cele patru constante universale care, prin definiție, au o valoare numerică 1 atunci când sunt exprimate în aceste unități sunt:     
- viteza luminii în vid, c,

- constanta gravitațională, G,

- constanta Planck redusă, ħ și

- constanta Boltzmann, kB.

Termenul de Scară Planck se mai poate referi la o scală de lungime sau de timp.
| Cantitate           | Echivalent SI     |
| ------------------- | ----------------- |
| Timp Planck         | 5.39121 × 10−44 s |
| Masă Planck         | 2.17645 × 10−8 kg |
| Lungime Planck (ℓP) | 1.616252×10−35 m  |